# Операція «Плаушер»
Операція Плаушер (англ. Operation Plowshare; у радянських виданнях використовувалася назва «Операція „Леміш“») — програма використання мирних ядерних вибухів на території США. Запущена в 1957 р., згорнута в 1973 р. В рамках програми було здійснено 27 вибухів на території 3 штатів США. Проект курувався фізиком Едвардом Теллером, що змінив Роберта Опенгеймера на посаді головного ядерного фізика США.
Назва «Plowshare», що значить «Леміш», була придумана у 1961 році і є відсилкою до книги пророка Михея 4:3 «І вони перекують мечі свої на лемеші, а списи свої на серпи. Не підійме меча народ на народ, і більше не будуть навчатись війни!»

## Історія

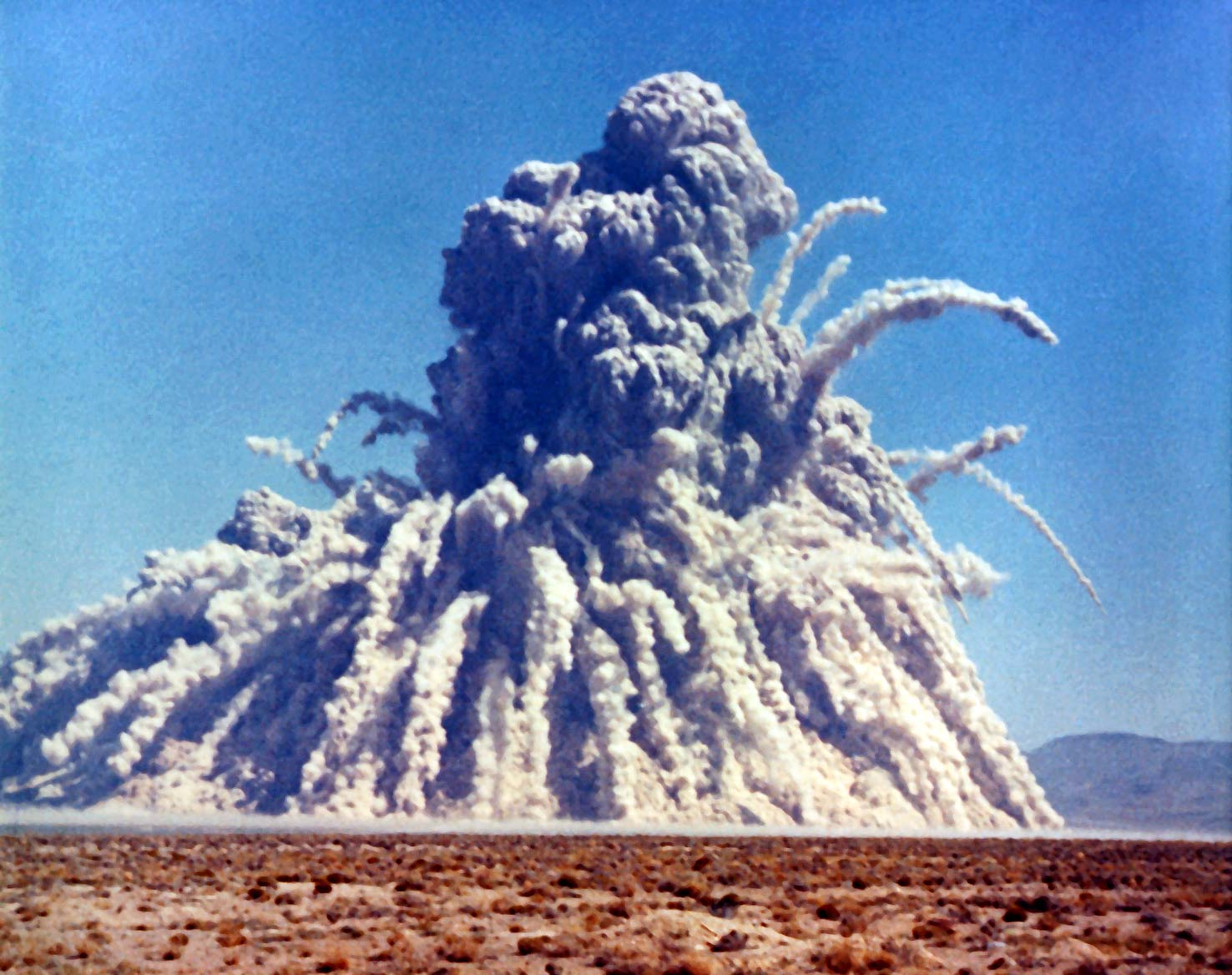
Підземний вибух потужністю в 104 кілотонни, здійснений у рамках проекту «Сторакс» у пустелі Невада 4 червня 1962 р.

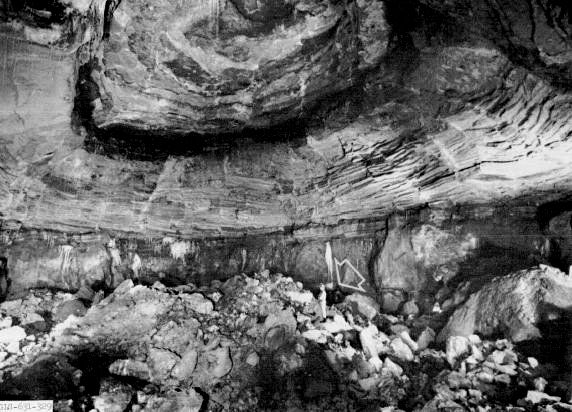
Випробування «Gnome». Потужність 3,1 кілотонни. Глибина ~ 350 м. Людина (вказано стрілкою), що стоїть всередині порожнини, створеної вибухом.

У мирних цілях ядерні вибухи проводилися в двох державах: СРСР і США. Аналогом даної програми в СРСР була «Програма № 7», запущена в 1965 р. і згорнута в 1988 р..
У червні 1950 р. в одній з газет США друкується наукова стаття молодого фізика з Лос-Аламоса, в якій розглядається можливість прокладання каналів, дроблення руди, руйнування айсбергів і здійснення інших мирних цілей за допомогою енергії, що виробляється атомними вибухами. Відтоді ідея використання мирного атома знаходить послідовників серед наукових кіл і рядових обивателів, пропонувалося розпочати видобуток нафти в Канаді, спорудити глибоководну гавань в Австралії.
У 1961 році в штаті Нью-Мехіко в рамках програми на глибині 350 метрів підривають перший мирний ядерний заряд Gnome. Внаслідок вибуху утворюється величезна підземна порожнина, в якій планується зберігати газ, але експеримент закінчується скандалом: радіоактивна хмара, що вирвалася з-під землі, накрила перетин двох важливих шосейних доріг, рух на них тимчасово було перекрито.
У 1973 році проект «Плаушер» визнається безперспективним і закривається. Однією з причин закриття проекту стала неможливість проведення випробувань на території будь-чиєї приватної власності, оскільки держава не могла нав'язувати випробування власникам земель, а довести доцільність випробувань у держави не вийшло. Другою причиною стала екологічна небезпечність програми: на території США утворилося кілька зон радіоактивного зараження.

## Хронологія вибухів
| Назва проекту | Дата              | Місце                     | Потужність             | Назва серії випробовувань |
| ------------- | ----------------- | ------------------------- | ---------------------- | ------------------------- |
| Gnome         | 10 грудня 1961    | Карлсбад (Нью-Мексико)    | 3 кілотонни            | Nougat                    |
| Sedan         | 6 липня 1962      | Най (округ, Невада)       | 104 кілотонни          | Storax                    |
| Anacostia     | 27 листопада 1962 | Най (округ, Невада)       | 5.2 кілотонни          | Dominic I and II          |
| Kaweah        | 21 лютого 1963    | Най (округ, Невада)       | 3 кілотонни            | Dominic I and II          |
| Tornillo      | 11 жовтня 1963    | Най (округ, Невада)       | 0,38 кілотонни         | Niblick                   |
| Klickitat     | 20 лютого 1964    | Най (округ, Невада)       | 70 кілотонн            | Niblick                   |
| Ace           | 11 червня 1964    | Най (округ, Невада)       | 3 кілотонни            | Niblick                   |
| Dub           | 30 червня 1964    | Най (округ, Невада)       | 11,7 кілотонн          | Niblick                   |
| Par           | 9 жовтня 1964     | Най (округ, Невада)       | 38 кілотонн            | Whetstone                 |
| Handcar       | 5 листопада 1964  | Най (округ, Невада)       | 12 кілотонн            | Whetstone                 |
| Sulky         | 5 листопада 1964  | Най (округ, Невада)       | 0,9 кілотонн           | Whetstone                 |
| Palanquin     | 14 квітня 1965    | Най (округ, Невада)       | 4,3 кілотонни          | Whetstone                 |
| Templar       | 24 березня 1966   | Най (округ, Невада)       | 0,37 кілотонни         | Flintlock                 |
| Vulcan        | 25 червня 1966    | Най (округ, Невада)       | 25 кілотонн            | Flintlock                 |
| Saxon         | 11 червня 1966    | Най (округ, Невада)       | 1,2 кілотонни          | Latchkey                  |
| Simms         | 6 листопада 1966  | Най (округ, Невада)       | 2,3 кілотонни          | Latchkey                  |
| Switch        | 22 червня 1967    | Най (округ, Невада)       | 3,1 кілотонни          | Latchkey                  |
| Marvel        | 21 сентября 1967  | Най (округ, Невада)       | 2,2 кілотонни          | Crosstie                  |
| Gasbuggy      | 10 грудня 1967    | Фармінґтон (Нью-Мексико)  | 29 кілотонн            | Crosstie                  |
| Cabriolet     | 26 січня 1968     | Най (округ, Невада)       | 2,3 кілотонни          | Crosstie                  |
| Buggy         | 12 березня 1968   | Най (округ, Невада)       | від 5 до 1,1 кілотонни | Crosstie                  |
| Stoddard      | 17 вересня 1968   | Най (округ, Невада)       | 31 кілотонна           | Bowline                   |
| Schooner      | 8 грудня 1968     | Най (округ, Невада)       | 30 кілотонн            | Bowline                   |
| Rulison       | 10 вересня 1969   | Великий каньйон, Колорадо | 43 кілотонни           | Mandrel                   |
| Flask         | 26 травня 1970    | Най (округ, Невада)       | 105 кілотонн           | Mandrel                   |
| Miniata       | 8 липня 1971      | Най (округ, Невада)       | 83 кілотонни           | Grommet                   |
| Rio Blanco    | 17 травня 1973    | Рифл, Колорадо            | від 3 до 33 кілотонн   | Toggle                    |